# Davide Frattesi
Davide Frattesi (Roma, Italia, 22 de septiembre de 1999) es un futbolista italiano que juega de centrocampista en el Inter de Milán de la Serie A de Italia.

## Trayectoria

### Sassuolo
El 20 de diciembre de 2017 hizo su debut profesional en la derrota por 2-1 ante el Atalanta de la Serie A en los octavos de final de la Copa Italia, y fue reemplazado por Matteo Politano en el minuto 74. En esa temporada también hizo varias apariciones en el banco en el primer equipo del Sassuolo, pero no apareció en el campo.

### Ascoli
El 16 de agosto de 2018, Frattesi fichó por el Ascoli de la Serie B cedido hasta el 30 de junio de 2019. El 26 de agosto debutó en la Serie B con el Ascoli como suplente sustituyendo a Tomasz Kupisz en el minuto 57 del empate 1-1 en casa ante el Cosenza. Una semana después, el 2 de septiembre, Frattesi jugó su primer partido como titular en la derrota fuera de casa por 2-0 contra el Perugia, fue reemplazado a los 61 minutos por Enrico Baldini. El 15 de septiembre jugó su primer partido completo con el Ascoli en la victoria en casa por 1-0 sobre el Lecce. Frattesi terminó el préstamo de una temporada en Ascoli con 33 apariciones, incluidas 26 como titular y 2 asistencias.

### Empoli
El 15 de julio de 2019, Frattesi fue fichado por el Empoli de la Serie B en condición de préstamo de una temporada. El 11 de agosto debutó con el club como suplente sustituyendo a Filippo Bandinelli en el minuto 46 de la victoria en casa por 2-1 ante el Reggina en la segunda ronda de la Copa Italia. El 25 de agosto debutó en la liga con el Empoli como suplente sustituyendo a Karim Laribi en el minuto 72 de la victoria por 2-1 en casa sobre la Juve Stabia. El 21 de septiembre, jugó su primer partido como titular para el club en la victoria en casa por 1-0 sobre el Cittadella y tres días después disputó su primer partido completo en la victoria por 3-2 sobre el Pisa, donde también marcó su primer gol profesional y el gol de la victoria en el minuto 95. Frattesi terminó su préstamo de una temporada al Empoli con 41 apariciones, 5 goles y 4 asistencias.

### Monza
El 16 de septiembre de 2020, Frattesi se unió al Monza recién ascendido de la Serie B a préstamo por un año.

### Inter de Milán
El 6 de julio de 2023 fue cedido al Inter de Milán con la obligación de adquirirlo en propiedad al final de temporada.

## Selección nacional

### Categorías inferiores
Con la selección de Italia sub-17 participó en el Campeonato Europeo Sub-17 de la UEFA 2016.
Con la selección de Italia sub-19 participó en el Campeonato Europeo de la UEFA Sub-19 2018 y marcó dos goles en el torneo, incluido uno en la derrota final por 4-3 contra Portugal sub-19 después de la prórroga. Al año siguiente participó en la Copa Mundial de Fútbol Sub-20 de 2019 con la selección de Italia sub-20, alcanzando el cuarto puesto.
Hizo su debut con la selección de Italia sub-21 el 6 de septiembre de 2019, anotando dos goles como suplente en el partido amistoso ganado 4-0 contra Moldavia sub-21.

### Absoluta
El 4 de junio de 2022 debutó con la selección absoluta en un encuentro de la Liga de Naciones de la UEFA 2022-23 ante Alemania que finalizó en empate a uno.

### Participaciones en Eurocopas
| Copa          | Sede     | Resultado        | Partidos | Goles |
| ------------- | -------- | ---------------- | -------- | ----- |
| Eurocopa 2024 | Alemania | Octavos de final | 4        | 0     |

## Estadísticas

### Clubes
Actualizado al último partido disputado el 6 de mayo de 2025.
| Club                           | Div.          | Temporada     | Liga  | Liga  | Liga  | Copas nacionales | Copas nacionales | Copas nacionales | Copas internacionales | Copas internacionales | Copas internacionales | Total | Total | Total |
| Club                           | Div.          | Temporada     | Part. | Goles | Asis. | Part.            | Goles            | Asis.            | Part.                 | Goles                 | Asis.                 | Part. | Goles | Asis. |
| ------------------------------ | ------------- | ------------- | ----- | ----- | ----- | ---------------- | ---------------- | ---------------- | --------------------- | --------------------- | --------------------- | ----- | ----- | ----- |
| U. S. Sassuolo Calcio · Italia | 1.ª           | 2017-18       | 0     | 0     | 0     | 1                | 0                | 0                | —                     | —                     | —                     | 1     | 0     | 0     |
| Ascoli · Italia                | 2.ª           | 2018-19       | 32    | 0     | 2     | —                | —                | —                | —                     | —                     | —                     | 32    | 0     | 2     |
| Ascoli · Italia                | Total club    | Total club    | 32    | 0     | 2     | 0                | 0                | 0                | 0                     | 0                     | 0                     | 32    | 0     | 2     |
| Empoli F. C. · Italia          | 2.ª           | 2019-20       | 38    | 5     | 4     | 3                | 0                | 0                | —                     | —                     | —                     | 41    | 5     | 4     |
| Empoli F. C. · Italia          | Total club    | Total club    | 38    | 5     | 4     | 3                | 0                | 0                | 0                     | 0                     | 0                     | 41    | 5     | 4     |
| Monza · Italia                 | 2.ª           | 2020-21       | 39    | 8     | 2     | 2                | 0                | 0                | —                     | —                     | —                     | 41    | 8     | 2     |
| Monza · Italia                 | Total club    | Total club    | 39    | 8     | 2     | 2                | 0                | 0                | 0                     | 0                     | 0                     | 41    | 8     | 2     |
| U. S. Sassuolo Calcio · Italia | 1.ª           | 2021-22       | 36    | 4     | 4     | 2                | 0                | 0                | —                     | —                     | —                     | 38    | 4     | 4     |
| U. S. Sassuolo Calcio · Italia | 1.ª           | 2022-23       | 36    | 7     | 0     | 1                | 0                | 0                | —                     | —                     | —                     | 37    | 7     | 0     |
| U. S. Sassuolo Calcio · Italia | Total club    | Total club    | 72    | 11    | 4     | 4                | 0                | 0                | 0                     | 0                     | 0                     | 76    | 11    | 4     |
| Inter de Milán · Italia        | 1.ª           | 2023-24       | 32    | 6     | 4     | 3                | 1                | 0                | 7                     | 1                     | 3                     | 42    | 8     | 7     |
| Inter de Milán · Italia        | 1.ª           | 2024-25       | 28    | 5     | 2     | 6                | 0                | 0                | 13                    | 2                     | 0                     | 47    | 7     | 2     |
| Inter de Milán · Italia        | Total club    | Total club    | 60    | 11    | 6     | 9                | 1                | 0                | 20                    | 3                     | 3                     | 89    | 15    | 9     |
| Total carrera                  | Total carrera | Total carrera | 241   | 35    | 18    | 18               | 1                | 0                | 20                    | 3                     | 3                     | 279   | 39    | 21    |

1. ↑  Todas las apariciones en los play-off de la Serie B.

### Selección
Actualizado al último partido disputado el 9 de junio de 2025.
| Selección         | Año           | Amistosos | Amistosos | Amistosos | Mundial | Mundial | Mundial | Europeo | Europeo | Europeo | Total | Total | Total |
| Selección         | Año           | Part.     | Goles     | Asis.     | Part.   | Goles   | Asis.   | Part.   | Goles   | Asis.   | Part. | Goles | Asis. |
| ----------------- | ------------- | --------- | --------- | --------- | ------- | ------- | ------- | ------- | ------- | ------- | ----- | ----- | ----- |
| Sub-17 · Italia   | 2015          | 1         | 0         | 0         | —       | —       | —       | —       | —       | —       | 1     | 0     | 0     |
| Sub-17 · Italia   | 2016          | 3         | 1         | 0         | —       | —       | —       | 6       | 1       | 0       | 9     | 2     | 0     |
| Sub-17 · Italia   | Total         | 4         | 1         | 0         | —       | —       | —       | 6       | 1       | 0       | 10    | 2     | 0     |
| Sub-18 · Italia   | 2016          | 3         | 0         | 0         | —       | —       | —       | —       | —       | —       | 3     | 0     | 0     |
| Sub-18 · Italia   | 2017          | 1         | 0         | 0         | —       | —       | —       | —       | —       | —       | 1     | 0     | 0     |
| Sub-18 · Italia   | Total         | 4         | 0         | 0         | —       | —       | —       | —       | —       | —       | 4     | 0     | 0     |
| Sub-19 · Italia   | 2016          | 1         | 0         | 0         | —       | —       | —       | 3       | 0       | 0       | 4     | 0     | 0     |
| Sub-19 · Italia   | 2017          | 5         | 0         | 0         | —       | —       | —       | 2       | 0       | 0       | 7     | 0     | 0     |
| Sub-19 · Italia   | 2018          | 2         | 0         | 0         | —       | —       | —       | 7       | 1       | 2       | 9     | 1     | 2     |
| Sub-19 · Italia   | Total         | 8         | 0         | 0         | —       | —       | —       | 12      | 1       | 2       | 20    | 1     | 2     |
| Sub-20 · Italia   | 2018          | —         | —         | —         | —       | —       | —       | 4       | 2       | 0       | 4     | 2     | 0     |
| Sub-20 · Italia   | 2019          | —         | —         | —         | —       | —       | —       | 8       | 2       | 0       | 8     | 2     | 0     |
| Sub-20 · Italia   | Total         | —         | —         | —         | —       | —       | —       | 12      | 4       | 0       | 12    | 4     | 0     |
| Sub-21 · Italia   | 2019          | 1         | 2         | 0         | —       | —       | —       | 3       | 0       | 1       | 4     | 2     | 1     |
| Sub-21 · Italia   | 2020          | —         | —         | —         | —       | —       | —       | 2       | 0       | 0       | 2     | 0     | 0     |
| Sub-21 · Italia   | 2021          | —         | —         | —         | —       | —       | —       | 4       | 0       | 3       | 4     | 0     | 3     |
| Sub-21 · Italia   | Total         | 1         | 2         | 0         | —       | —       | —       | 9       | 0       | 4       | 10    | 2     | 4     |
| Absoluta · Italia | 2022          | —         | —         | —         | —       | —       | —       | 4       | 0       | 0       | 4     | 0     | 0     |
| Absoluta · Italia | 2023          | —         | —         | —         | —       | —       | —       | 7       | 4       | 1       | 7     | 4     | 1     |
| Absoluta · Italia | 2024          | 4         | 1         | 0         | —       | —       | —       | 10      | 3       | 0       | 14    | 4     | 0     |
| Absoluta · Italia | 2025          | —         | —         | —         | —       | —       | —       | 4       | 0       | 1       | 4     | 0     | 1     |
| Absoluta · Italia | Total         | 4         | 1         | 0         | —       | —       | —       | 25      | 7       | 2       | 29    | 8     | 2     |
| Total carrera     | Total carrera | 21        | 4         | 0         | 0       | 0       | 0       | 54      | 13      | 8       | 75    | 17    | 8     |

## Palmarés

### Títulos nacionales
| Título              | Club           | País   | Año  |
| ------------------- | -------------- | ------ | ---- |
| Supercopa de Italia | Inter de Milán | Italia | 2023 |
| Serie A             | Inter de Milán | Italia | 2024 |